# Ladislau Mokos
Ladislau Mokos, conosciuto anche come László Mokos (Oradea, 9 ottobre 1931), è un ex cestista romeno.

## Carriera
Con la Romania ha disputato i Giochi olimpici di Helsinki 1952.